# The Bowl
The Bowl (offiziell King George V Bowl) ist ein Mehrzweckstadion in Douglas, Isle of Man. Es wird meistens als Fußballstadion verwendet und ist das Heimstadion der Fußballauswahl der Isle of Man sowie des Douglaser Vereins St Marys A.F.C., der derzeit in der höchsten Spielklasse der Insel (Isle of Man Premier League) spielt. Das Stadion fasst etwa 3.000 Zuschauer.
In dem Stadion werden außer den Heimspielen dieser Mannschaften auch zahlreiche weitere Fußballwettbewerbe der Isle of Man ausgetragen. Dazu gehören der Manx FA Cup, der Charity Shield der Isle of Man, der Hospital Cup, der Railway Cup sowie das Isle of Man Tournament, ein jährlich ausgetragenes Turnier, in dem Amateurteams aus Schottland, Irland, Nordirland sowie der Isle of Man gegeneinander antreten. Die Umkleiden befinden sich nicht im Stadion, sondern im nahegelegenen National Sports Center. Neben Fußballspielen fanden hier auch bereits Konzerte statt, beispielsweise von Toyah Willcox (2002) oder Status Quo.
The Bowl wird bei den Commonwealth Youth Games 2011 Austragungsort der 7er-Rugby-Spiele sein. Hierfür soll das Stadion für etwa 2,5 Millionen Pfund saniert werden. Es soll eine Gesamtkapazität von 8.000 Plätzen bzw. 4.000 Sitzplätzen (Klappsitze) haben. Dabei soll auch eventuell der Name des Stadions geändert werden.